# Marc A. Mitscher
Marc Andrew Mitscher (26 de enero de 1887, Hillsboro, Wisconsin - 3 de febrero de 1947, Norfolk, Virginia) fue un oficial de marina estadounidense.
Se graduó en la Academia Naval de Estados Unidos en 1910, calificando como piloto de la 33va División Aérea en 1916. Durante los siguientes años, ayudó a desarrollar la aviación naval y la integró dentro de la flotilla.
En la Segunda Guerra Mundial comandó el portaaviones Hornet en medio de la Batalla de Midway. Después dirigió los ataques del portaaviones en las batallas del Mar de las Filipinas y del Golfo de Leyte, así como en Iwo Jima y Okinawa. En 1946 fue promovido a almirante y se hizo comandante en jefe de la Escuadra Naval del Atlántico de los Estados Unidos.